# Oswald Nischelwitzer

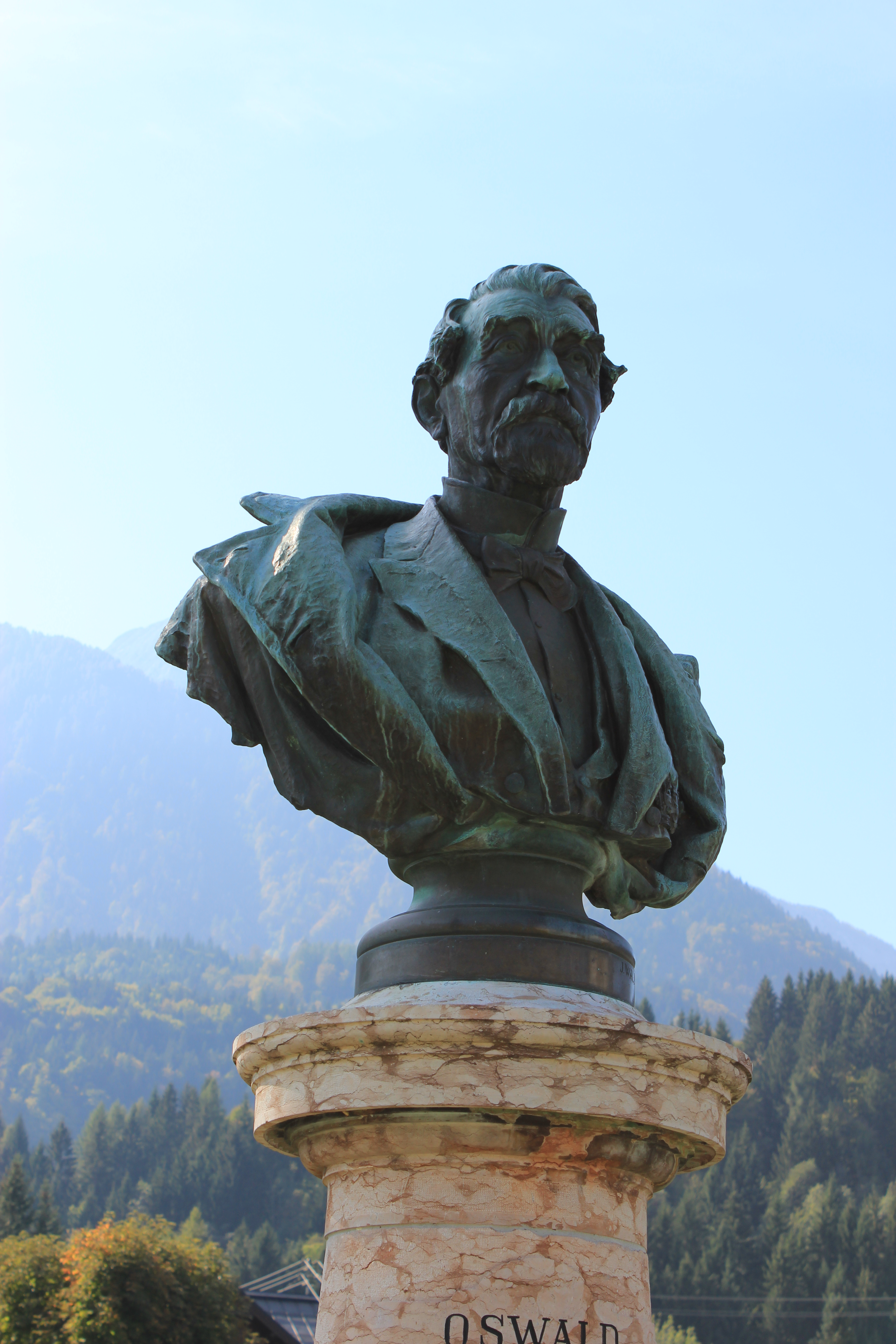
Denkmal von Oswald Nischelwitzer in Mauthen in der Gemeinde Kötschach-Mauthen

Oswald Nischelwitzer (* 30. November 1811 (5. Dezember 1811 laut Taufeintrag) in Mauthen, (heute Gemeinde Kötschach-Mauthen); † 15. Mai 1894 ebenda) war Gutsbesitzer und Abgeordneter zum Österreichischen Abgeordnetenhaus.

## Leben
Oswald Nischelwitzer war Sohn des gleichnamigen Bäckers. Nach dem Besuch des Stiftsgymnasiums St. Paul im Lavanttal im Bezirk Wolfsberg und eines Gymnasiums in Klagenfurt wurde er Gutsbesitzer in Mauthen. Seit 1845 war er mit der Administration der fürstlichen Porcia'schen Güter im Gailtal und ab 1849 auch der übrigen Güter in Kärnten beschäftigt. Ab 1850 übernahm er mit dem Titel eines Vizedoms die Oberaufsicht über sämtliche Güter der Porciaschen Grafschaft Ortenburg in Kärnten und Krain.
Oswald Nischelwitzer war von 1861 bis 1894 im Kärntner Landtag (1., 2., 3., 4., 5., 6. und 7. Wahlperiode). Von 1850 bis 1894 war er auch Bürgermeister von Mauthen.
Er war römisch-katholisch und seit 1837 verheiratet mit Anna Jochum († 1890), mit der er vier Töchter und fünf Söhne hatte, wobei aber je zwei Söhne und zwei Töchter jung gestorben sind.

## Politische Funktionen
Oswald Nischelwitzer war vom 29. April 1861 bis zum 20. September 1865 Abgeordneter des Abgeordnetenhauses im Reichsrat (I. Legislaturperiode), Kronland Kärnten, Kurie Landgemeinden, Regionen Hermagor, Kötschach, Arnoldstein, Tarvis (damals war das Kanaltal zu Kärnten gehörend).
Er war auch vom 4. November 1873 bis zu seinem Tod am 15. Mai 1894 Abgeordneter des Abgeordnetenhauses im Reichsrat (V., VI., VII. und VIII. Legislaturperiode), Kronland Kärnten, Kurie Landgemeinden 4, Regionen Spittal, Gmünd, Millstatt, Greifenburg, Obervellach, Winklern, Hermagor, Kötschach.

## Klubmitgliedschaften
Oswald Nischelwitzer war ab 1863 Mitglied der Unionisten und ab dem 15. November 1864 bei den Liberalen Linken. Ab 1873 gehörte er dem Fortschrittsklub und ab dem 30. April 1877 dem Neuen Fortschrittsklub an. Ab 1879 war er beim Klub der Liberalen, ab dem 19. November 1881 bei den Vereinigten Linken, ab 1885 im Deutschösterreichischen Klub und ab dem 6. November 1888 bei den Vereinigten Deutschen Linken.